# Chloroclystis delosticha
Chloroclystis delosticha là một loài bướm đêm trong họ Geometridae.